# Johannes Funke
Johannes Funke (* 27. August 1969 in Potsdam, DDR) ist ein deutscher Politiker (SPD). Er ist seit 2019 Mitglied im Landtag Brandenburg.

## Leben
Nach dem Besuch der Polytechnischen Oberschule in Potsdam absolvierte Funke zunächst eine Ausbildung zum Schäfer mit Praxisjahr. Seinen Wehrdienst leistete er als Bausoldat ab. Nach dem Abitur an der Abendschule studierte er an der Humboldt-Universität zu Berlin Agraringenieurwesen mit Diplom. Von 2001 bis 2009 war er als Referent der Zentralen Markt- und Preisberichtstelle für Erzeugnisse der Land-, Forst- und Ernährungswirtschaft GmbH in Berlin tätig. Anschließend wechselte er zum Deutschen Bauernverband, wo er bis 2014 Pressereferent und Assistent des Generalsekretariats war. Seit 2015 ist er Geschäftsführer des Kreisbauernverbandes Havelland.

## Politik
Bei der Landtagswahl in Brandenburg 2019 errang Funke als Parteiloser für die SPD im Landtagswahlkreis Havelland I ein Direktmandat im Landtag Brandenburg. Er trat am 9. November 2019 der SPD bei. Bei der Landtagswahl 2024 zog er erneut über das Direktmandat im Wahlkreis Havelland I in den Landtag ein.